# Eric Lichaj
Eric Joseph Lichaj (Downers Grove, 17 novembre 1988) è un ex calciatore statunitense, di ruolo difensore.

## Caratteristiche tecniche
È un terzino destro capace di giocare anche sulla fascia opposta.

## Carriera

### Club
Nato da Stan e Ann Lichaj, entrambi originari della Polonia, Eric ha iniziato la sua carriera professionistica con i Chicago Magic e ha poi frequentato l'università del North Carolina. Dopo il suo anno da matricola, ha firmato per l'Aston Villa, nella Premier League. Lichaj possiede anche il passaporto polacco, perciò non è stato necessario il permesso di lavoro.
Lichaj ha trascorso le sue due prime stagioni con i Villans nella squadra riserve, oppure infortunato. Durante il pre-campionato 2009-2010, ha guadagnato diverse attenzioni con le prestazioni nella Coppa della Pace 2009. Comunque, le buone partite non gli hanno fatto guadagnare immediatamente un posto in prima squadra, così è stato prestato ad un club di League Two, il Lincoln City, con l'intento di fargli guadagnare un po' di esperienza. Ha disputato due gare con il Lincoln City, prima di prolungare la durata del prestito di un altro mese. Successivamente, Lichaj è stato mandato nuovamente in prestito, questa volta in League One, al Leyton Orient. In questa squadra ha segnato anche la prima rete da professionista, contro lo Stockport County, il 17 aprile 2010.
Lichaj ha segnato la prima rete per l'Aston Villa, seppur non in partita ufficiale, in un'amichevole contro il Peterborough United, giocata il 19 luglio 2010. Successivamente a delle buone prestazioni nel pre-campionato 2010-2011, l'11 agosto ha firmato un nuovo contratto dalla durata triennale con i Villans. Il 19 agosto, ha esordito ufficialmente con la maglia dell'Aston Villa, disputando l'intera partita giocata contro il Rapid Vienna durante l'edizione 2010-2011 dell'Europa League.
Il 9 febbraio 2011 è stata ufficializzata la sua cessione in prestito al Leeds United, per la durata di un mese. Il 5 giugno 2013, è stato svincolato dal suo club.

### Nazionale
Lichaj è stato convocato da diverse selezioni giovanili degli Stati Uniti, sebbene abbia saltato il campionato mondiale di calcio Under-20 del 2007 a causa di un infortunio. È stato convocato dalla selezione maggiore come "ospite" in un raduno che ha preceduto due partite valide per la qualificazione alla campionato del mondo 2010 nel giugno 2009.
Il 29 maggio 2018 viene sostituito dal debuttante Matthew Olosunde durante un'amichevole della Nazionale statunitense giocata contro la Bolivia al Talen Energy Stadium di Philadelphia.

## Statistiche

### Cronologia presenze e reti in Nazionale
| Cronologia completa delle presenze e delle reti in nazionale ― Stati Uniti | Cronologia completa delle presenze e delle reti in nazionale ― Stati Uniti | Cronologia completa delle presenze e delle reti in nazionale ― Stati Uniti | Cronologia completa delle presenze e delle reti in nazionale ― Stati Uniti | Cronologia completa delle presenze e delle reti in nazionale ― Stati Uniti | Cronologia completa delle presenze e delle reti in nazionale ― Stati Uniti | Cronologia completa delle presenze e delle reti in nazionale ― Stati Uniti | Cronologia completa delle presenze e delle reti in nazionale ― Stati Uniti |
| Data                                                                       | Città                                                                      | In casa                                                                    | Risultato                                                                  | Ospiti                                                                     | Competizione                                                               | Reti                                                                       | Note                                                                       |
| -------------------------------------------------------------------------- | -------------------------------------------------------------------------- | -------------------------------------------------------------------------- | -------------------------------------------------------------------------- | -------------------------------------------------------------------------- | -------------------------------------------------------------------------- | -------------------------------------------------------------------------- | -------------------------------------------------------------------------- |
| 12-10-2010                                                                 | Chester                                                                    | Stati Uniti                                                                | 0 – 0                                                                      | Colombia                                                                   | Amichevole                                                                 | -                                                                          | 45’                                                                        |
| 17-11-2010                                                                 | Città del Capo                                                             | Sudafrica                                                                  | 0 – 1                                                                      | Stati Uniti                                                                | Amichevole                                                                 | -                                                                          |                                                                            |
| 29-3-2011                                                                  | Nashville                                                                  | Stati Uniti                                                                | 0 – 1                                                                      | Paraguay                                                                   | Amichevole                                                                 | -                                                                          | 60’                                                                        |
| 4-6-2011                                                                   | Foxborough                                                                 | Stati Uniti                                                                | 0 – 4                                                                      | Spagna                                                                     | Amichevole                                                                 | -                                                                          |                                                                            |
| 14-6-2011                                                                  | Kansas City                                                                | Stati Uniti                                                                | 1 – 0                                                                      | Guadalupa                                                                  | Gold Cup 2011 - 1º turno                                                   | -                                                                          |                                                                            |
| 19-6-2011                                                                  | Washington                                                                 | Stati Uniti                                                                | 2 – 0                                                                      | Giamaica                                                                   | Gold Cup 2011 - Quarti di finale                                           | -                                                                          |                                                                            |
| 22-6-2011                                                                  | Houston                                                                    | Stati Uniti                                                                | 1 – 0                                                                      | Panama                                                                     | Gold Cup 2011 - Semifinale                                                 | -                                                                          |                                                                            |
| 25-6-2011                                                                  | Pasadena                                                                   | Stati Uniti                                                                | 2 – 4                                                                      | Messico                                                                    | Gold Cup 2011 - Finale                                                     | -                                                                          |                                                                            |
| 15-11-2013                                                                 | Glasgow                                                                    | Scozia                                                                     | 0 – 0                                                                      | Stati Uniti                                                                | Amichevole                                                                 | -                                                                          | 72’                                                                        |
| 19-11-2013                                                                 | Vienna                                                                     | Austria                                                                    | 1 – 0                                                                      | Stati Uniti                                                                | Amichevole                                                                 | -                                                                          | 81’                                                                        |
| 22-5-2016                                                                  | San Juan                                                                   | Porto Rico                                                                 | 1 – 3                                                                      | Stati Uniti                                                                | Amichevole                                                                 | -                                                                          | 63’                                                                        |
| 13-7-2017                                                                  | Tampa Bay                                                                  | Stati Uniti                                                                | 3 – 2                                                                      | Martinica                                                                  | Gold Cup 2017 - 1º turno                                                   | 1                                                                          |                                                                            |
| 19-7-2017                                                                  | Filadelfia                                                                 | Stati Uniti                                                                | 2 – 0                                                                      | El Salvador                                                                | Gold Cup 2017 - Quarti di finale                                           | -                                                                          |                                                                            |
| 14-11-2017                                                                 | Leiria                                                                     | Portogallo                                                                 | 1 – 1                                                                      | Stati Uniti                                                                | Amichevole                                                                 | -                                                                          | 59’                                                                        |
| 29-5-2018                                                                  | Filadelfia                                                                 | Stati Uniti                                                                | 3 – 0                                                                      | Bolivia                                                                    | Amichevole                                                                 | -                                                                          | 74’                                                                        |
| 12-9-2018                                                                  | Nashville                                                                  | Stati Uniti                                                                | 1 – 0                                                                      | Messico                                                                    | Amichevole                                                                 | -                                                                          | 56’                                                                        |
| Totale                                                                     |                                                                            | Presenze                                                                   | 16                                                                         |                                                                            | Reti                                                                       | 1                                                                          |                                                                            |

## Palmarès

### Nazionale
- Gold Cup: 1

2017